# ۲۱۱ (عدد)
۲۱۱ (عدد)یک عدد طبیعی است که بعد از ۲۱۰ و قبل از ۲۱۲ قرار دارد.